# René van de Kerkhof
Reinier Lambertus (René) van de Kerkhof (Helmond, 16 september 1951) is een voormalig Nederlands voetballer. Hij werd in dienst van PSV drie keer Nederlands landskampioen en won in 1977/78 de UEFA Cup met de Eindhovense club. Van de Kerkhof kwam van 1973 tot en met 1982 ook 47 keer uit voor het Nederlands voetbalelftal. Hij maakte deel uit van onder meer de teams die de finales van het WK 1974 en het WK 1978 haalden. Van de Kerkhof is de tweelingbroer van Willy van de Kerkhof.

## Carrière

### Clubcarrière
Van de Kerkhof en zijn tweelingbroer kwamen als amateur uit voor RKSV MULO. Zij maakten in 1970 allebei hun profdebuut bij FC Twente en gingen drie jaar later eveneens samen naar PSV. Hun broer Gerard speelde ook als profvoetballer. Vader Renier van de Kerkhof (1910-1956), was amateurvoetballer bij Deurania, dat bij een fusie in 1942 opging in SV Deurne. Van de Kerkhof speelde dertien seizoenen bij PSV, in tien daarvan samen met Willy in het eerste elftal. Zijn laatste drie jaar speelde hij bij de PSV-amateurs (1989-1992).
Van de Kerkhof was een snelle voetballer met een grote drang naar voren. Zijn bijnaam was 'De Blinde'.

### Clubstatistieken
| Seizoen | Club            | Competitie     | wed. | goals |
| ------- | --------------- | -------------- | ---- | ----- |
| 1970/71 | FC Twente '65   | Eredivisie     | 33   | 12    |
| 1971/72 | FC Twente '65   | Eredivisie     | 32   | 10    |
| 1972/73 | FC Twente '65   | Eredivisie     | 34   | 12    |
| 1973/74 | PSV             | Eredivisie     | 31   | 20    |
| 1974/75 | PSV             | Eredivisie     | 30   | 9     |
| 1975/76 | PSV             | Eredivisie     | 34   | 8     |
| 1976/77 | PSV             | Eredivisie     | 28   | 9     |
| 1977/78 | PSV             | Eredivisie     | 29   | 10    |
| 1978/79 | PSV             | Eredivisie     | 27   | 8     |
| 1979/80 | PSV             | Eredivisie     | 29   | 3     |
| 1980/81 | PSV             | Eredivisie     | 18   | 1     |
| 1981/82 | PSV             | Eredivisie     | 29   | 9     |
| 1982/83 | PSV             | Eredivisie     | 23   | 8     |
| 1983/84 | Apollon Smyrnis | Beta Ethniki   | 23   | 3     |
| 1984/85 | Seiko Hong Kong | First Division | 20   | 9     |
| 1985/86 | Helmond Sport   | Eerste divisie | 14   | 4     |
| 1986/87 | Helmond Sport   | Eerste divisie | 23   | 3     |
| 1987/88 | Helmond Sport   | Eerste divisie | 24   | 1     |
| 1970/71 | EVV Eindhoven   | Eerste divisie | 11   | 1     |
| 1988/89 | EVV Eindhoven   | Eerste divisie | 19   | 2     |

### Interlandcarrière
Van de Kerkhof debuteerde op 28 maart 1973 in het Nederlands elftal, tijdens een oefeninterland in en tegen Oostenrijk. Hij speelde op het WK 1974, het EK 1976, het WK 1978 en het EK 1980. 
Hij kwam in totaal 47 wedstrijden uit voor Oranje, waarin hij – net als zijn broer – vijfmaal scoorde. Die doelpunten maakte hij in de kwalificatieseries voor het WK 1974, EK 1976 en WK 1978, op het WK 1978 en in de kwalificatieserie voor het EK 1980.
Van de Kerkhof was invaller in de verloren WK-finale tegen West-Duitsland in 1974. Volgens metingen van de beeldopnames in 2006 was hij op basis van effectiviteit de beste Nederlandse speler in deze wedstrijd, aldus onderzoekers van Rijksuniversiteit Groningen en het Groningse bedrijf Team Support Systems.
Vlak voor de aftrap van de finale van het WK in 1978 was Van de Kerkhof het middelpunt van een rel. Omdat hij zijn hand gebroken had, speelde hij met een gipsen manchet. De Argentijnse aanvoerder Daniel Passarella eiste van de Italiaanse scheidsrechter Sergio Gonella dat deze vervangen zou worden. Toen bondscoach Ernst Happel daarop de Nederlandse spelers naar de kleedkamer stuurde, besloot Gonella de 'harde hand' van Van de Kerkhof met wat extra schuimrubber en tape toch toe te staan. De aftrap liep hierdoor een kwartier uit. De broers Van de Kerkhof speelden in 1978 als enige tweeling ooit allebei in de finale van een WK voetbal.

## Erelijst
| Competitie              |        |                           |     |     |
| Competitie              | Aantal | Jaren                     |     |     |
| PSV                     | PSV    | PSV                       | PSV | PSV |
| ----------------------- | ------ | ------------------------- | --- | --- |
| UEFA Cup                | 1x     | 1977/78                   |     |     |
| Kampioen Eredivisie     | 3x     | 1974/75, 1975/76, 1977/78 |     |     |
| KNVB beker              | 2x     | 1973/74, 1975/76          |     |     |
| Seiko Hong Kong         |        |                           |     |     |
| Kampioen First Division | 1x     | 1984/85                   |     |     |

| Competitie                     | Winnaar   | Winnaar   | Runner-up | Runner-up  | Derde     | Derde     |
| Competitie                     | Aantal    | Jaren     | Aantal    | Jaren      | Aantal    | Jaren     |
| Nederland                      | Nederland | Nederland | Nederland | Nederland  | Nederland | Nederland |
| ------------------------------ | --------- | --------- | --------- | ---------- | --------- | --------- |
| Wereldkampioenschap voetbal    |           |           | 2x        | 1974, 1978 |           |           |
| Europees kampioenschap voetbal |           |           |           |            | 1x        | 1976      |

## Trivia
Pelé selecteerde Van de Kerkhof en zijn broer in maart 2004 in zijn internationale Top-125 van nog levende voetballers.